# Damen med slöjan
Damen med slöjan är en målning av Alexander Roslin från 1768. Målningen föreställer konstnärens hustru, tillika pastellmålaren och ledamoten av franska konstakademien Marie-Suzanne Giroust, klädd à la Bolognaise, det vill säga såsom kvinnorna från italienska Bologna var klädda. Roslin återger på ett utsökt sätt sidentygets textur och lyster. Alexander Roslin var gift med Marie-Suzanne Giroust från 1759 och fram till hennes död 1772. 
Målningen ställdes ut på salongen i Paris 1769. Konsthistorikern Per Bjurström har antagit att Henrik Wilhelm Peill, som stod Roslin nära, köpte målningen där. Den kan vara identisk med Ett Fruntimmes Porttraitte Knäduk som upptas dels i en förteckning över Peills målningar från hans levnad och senare i en förteckning över hans efterlämnade målningar. Den torde i början av 1800-talet ha hamnat på Österbybruk. Möjligen är den identisk med Porträtt af ett fruntimmer som upptas i inventarieförteckningen 1841. I förteckningen 1876 kallas den Porträtt av enögt fruntimmer. Sedan 1945 finns den på Nationalmuseum där den fått titeln Damen med slöjan.
Damen med slöjan är även återgiven av Postverket på ett av märkena i frimärksserien Gustaviansk konst 1972.